# بلينة بنفسجية
بلينة بنفسجية (الاسم العلمي:Plinia muricata) هي نوع من النباتات يتبع جنس البلينة من الفصيلة الآسيّة.